# 1645

## Родени
- 16 август – Жан де ла Брюйер

## Починали
- Емилия Лание, английска поетеса
- 8 септември – Франсиско де Кеведо, испански поет